# اولاد هداج
اولاد هداج (به عربی: أولاد هداج) یک شهرداری در الجزایر است که در استان بومرداس واقع شده‌است. اولاد هداج ۲۲٬۳۸۲ نفر جمعیت دارد.